# Network Identity and Time Zone
Network Identity and Time Zone (auch NITZ) ist eine Mobilfunknetzfunktion, welche die Universalzeit, das Datum und Information ob Sommerzeit gilt für Endgeräte über das Mobilfunknetz zur Verfügung stellt. Es handelt sich hierbei um einen fakultativen Teil des offiziellen GSM-Standards in dessen Version 2+ in Form der Veröffentlichung 96.
NITZ findet Verwendung, um die Uhrzeit auf mobilen Endgeräten automatisch zu aktualisieren. Weiterhin erlaubt es die Übermittlung einer langen und einer kurzen Netzwerkkennung, die vom Endgerät angezeigt werden. Alle diese Komponenten sind optional.

## Vergleich zu anderen Diensten
Im Vergleich zu anderen Diensten, die eine aktuelle Uhrzeit oder ein Datum zur Verfügung stellen wie das Network Time Protocol in IP-Netzen oder die Zeitübermittlungen in Mobilfunknetzen nach CDMA2000, findet NITZ in GSM-Netzen recht wenig Verwendung. Der Standard erlaubt es dem Telekommunikationsanbieter u. a., die Identität und die Uhrzeit zu übertragen, wobei jedes Element fakultativ ist und die Übermittlung je nach Telekommunikationsanbieter und -netz unterschiedlich ist.
Im Unterschied zu 3GPP2, das auf GPS-basierte Zeitangaben in Millisekunden zur Verfügung stellt, hat NITZ nur eine Genauigkeit von einer Minute.

## Trivia
Am 28. Januar 2016 stellte das Netz der Telefónica Deutschland Holding eine um 10 Minuten verspätete Uhrzeit im eigenen Netz zur Verfügung.

## Verfügbarkeit bei Telekommunikationsanbietern
| Land        | Anbieter   | ggf. Netz | Verfügbarkeit (Jahr) | Quelle |
| ----------- | ---------- | --------- | -------------------- | ------ |
| Deutschland | Telefónica | O2        | Ja (2009)            | [ 5 ]  |
| Deutschland | Telefónica | E-Plus    | Ja (2015)            | [ 6 ]  |
| Schweiz     | Sunrise    |           | Ja                   |        |
| Schweiz     | Swisscom   |           | Ja                   |        |
| Schweiz     | Salt       |           | Ja                   |        |
| Deutschland | Telekom    |           | Nein                 |        |
| Deutschland | Vodafone   |           | Nein                 |        |